# Genicanthus semicinctus
Genicanthus semicinctus är en fiskart som först beskrevs av Waite, 1900.  Genicanthus semicinctus ingår i släktet Genicanthus och familjen Pomacanthidae. IUCN kategoriserar arten globalt som livskraftig. Inga underarter finns listade i Catalogue of Life.